# Midway (Teksas)
Midway – miasto w Stanach Zjednoczonych, w stanie Teksas, w hrabstwie Madison. W 2010 zamieszkiwało w nim niecałe 300 osób.